# Mahnaz Afkhami

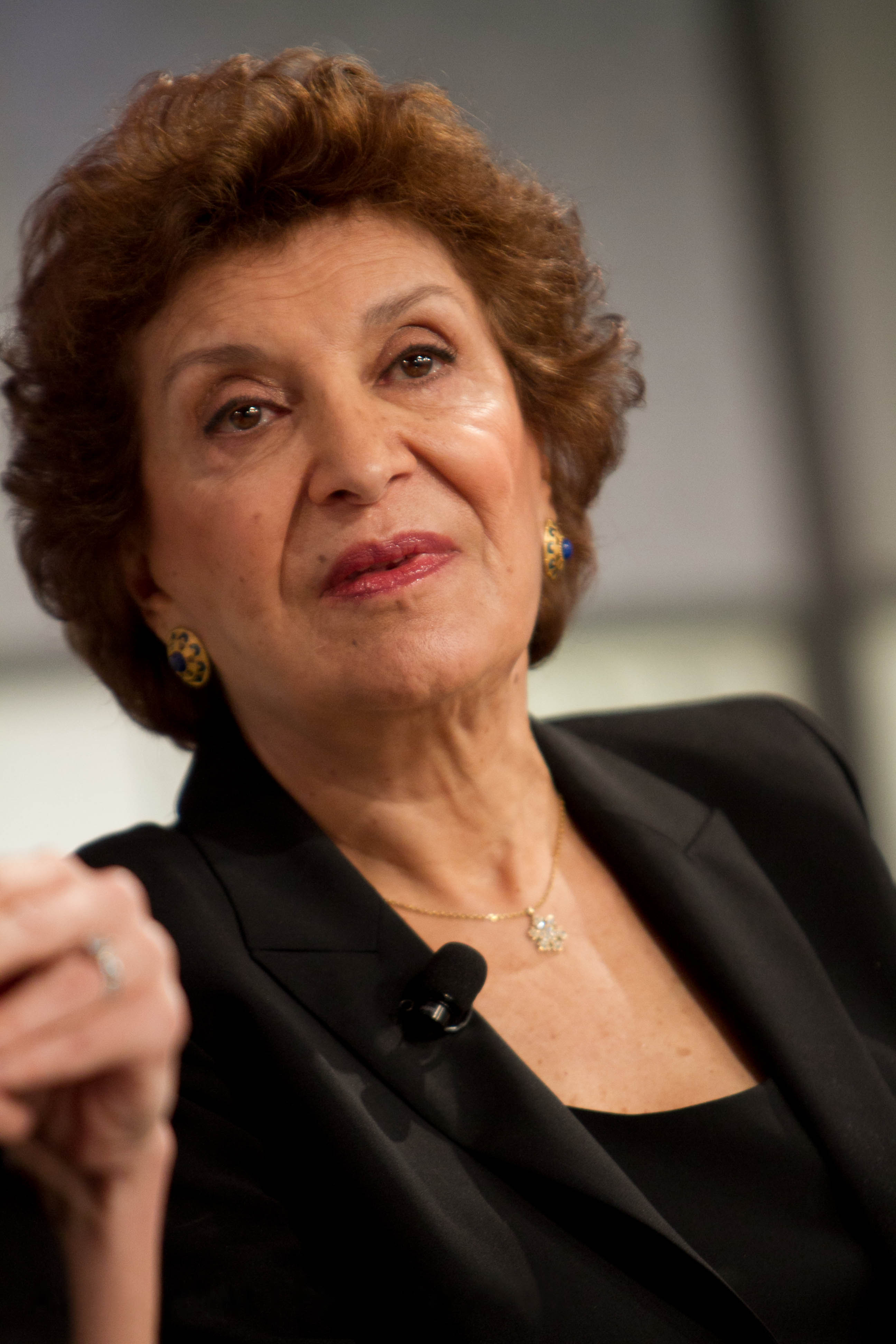
Mahnaz Afkhami, 2011

Mahnaz Afkhami (persisch مهناز افخمی, DMG Mahnāz Afḫamī, geboren am 14. Januar 1941 als Mahnaz Ebrahimi in Kerman) ist eine iranisch-US-amerikanische Frauenrechtsaktivistin, die 1976 bis 1978 als Frauenministerin des Iran unter dem Schah amtierte. Seit ihrer Emigration 1979 setzt sie sich aus dem US-Exil für die Förderung von Iranistik und den Frauenrechten im Iran ein und verfasste zahlreiche Schriften und Bücher zu den Themenkomplexen Frauenrechte, muslimische Frauen und der iranischen Frauenbewegung.

## Leben
Mahnaz Ebrahimi wurde als älteste von drei Töchtern in ihre Familie geboren. Gemeinsam mit ihrer Mutter Ferdows Naficy und ihrer Schwester Farah emigrierte sie 1952 in die USA und genoss dort ihre Ausbildung an den Universitäten von San Francisco und Boulder. Von 1965 bis 1967 unterrichtete sie erst in Boulder und dann 1967 bis 1970 an der Nationaluniversität des Iran das Fach Englisch. Von 1971 bis 1979 war sie Generalsekretärin der erst 1966 gegründeten Iranischen Frauenorganisation (Women’s Organization of Iran, WOI). Zum 31. Dezember 1976 wurde sie vom Schah als Ministerin für Frauenangelegenheiten berufen. Dieses Amt bekleidete sie als Ministerin ohne Geschäftsbereich bis zum 27. August 1978, ohne dass eine Nachfolgerin ernannt wurde. Erst 1991 wurde in der Islamischen Republik wieder ein entsprechendes Amt gegründet. Die Vorsteherin des „Zentrums für Belange von Frauen und Familie“ hat zwar seit 2013 den Rang einer iranischen Vizepräsidentin und damit Kabinettsrang, leitet aber kein Ministerium.
Die Islamische Revolution überraschte Afkhami während eines Arbeitseinsatzes bei den Vereinten Nationen in New York, bei dem das Internationale Forschungs- und Ausbildungsinstitut zur Förderung der Frau auf den Weg gebracht wurde. Aufgrund gegen sie erhobener Anklagen durch das neue Regime, die mit „Korruption auf Erden“ und „Feindschaft zu Gott“ begründet wurden, blieb sie von nun an dauerhaft in den USA. Sie bekräftigte stets ihren Wunsch, nach dem Sturz der Islamischen Republik zum Wiederaufbau des Irans beitragen zu wollen.
Im Exil lebt Afkhami gemeinsam mit ihrem Mann Gholam-Reza Afkhami in Bethesda in der Agglomeration von Washington, D.C.; sie hat einen Sohn. Sie engagiert sich vielfältig im akademischen und politischen Milieu. Sie gründete 1981 die Foundation for Iranian Studies (FIS-Iran) und hatte den Exekutiven Vorsitz dieser Stiftung noch 2022 inne. 2000 begründete sie die Women’s Learning Partnership for Rights, Development, and Peace (WLP). Sie war von 1989 bis 1999 in führenden Rollen im von ihr mitbegründeten Sisterhood Is Global Institute (SIGI) tätig, die letzten drei Jahre als Präsidentin.

## Veröffentlichungen
Mahnaz Afkhami verfasste zahlreiche Schriften, Bücher und Beiträge zu Büchern, auch in deutschen Publikationen veröffentlichte sie Beiträge. Die folgende Liste beschränkt sich auf Buchpublikationen.
- 1978: Notes on the Curriculum and Materials for a Women’s Studies Program for Iranian University Women (Teil des iranischen nationalen Aktionsplans zur Integration der Frau)
- 1992: Iran: A PreCollegiate Handbook (Co-Autorin mit Charlotte Albright, FIS-Iran)
- 1994: In the Eye of the Storm: Women in Postrevolutionary Iran (Syracuse University Press, New York -> im Folgenden: SUP)
- 1994: Women in Exile (University Press of Virginia)
- 1994: Women and the Law in Iran (1967–1978) (Frauenzentrum des FIS-Iran)
- 1995: Faith and Freedom: Women’s Human Rights in the Muslim World (SUP)
- 1996: Claiming Our Rights: A Manual for Women’s Human Rights Education in Muslim Societies (Co-Autorin mit Haleh Vaziri, SIGI, Bethesda)
- 1997: Muslim Women and The Politics of Participation (Co-Autorin mit Erika Friedl, SUP)
- 1998: Safe and Secure: Eliminating Violence Against Women in Muslim Societies (Co-Autorin, SIGI, Bethesda)
- 2001: Leading to Choices: A Leadership Training Handbook for Women (WLP; Bethesda)
- 2002: Toward a Compassionate Society (WLP, Bethesda)
- 2010: Leading to Action: A Political Participation Handbook for Women (WLP, Bethesda)
- 2012: Victories Over Violence: Ensuring Safety for Women and Girls (WLP, Bethesda)
- 2015: Beyond Equality: A Manual for Human Rights Defenders (WLP, Bethesda)
- 2022: The Other Side of Silence: A Memoir of Exile, Iran, and the Global Women’s Movement. (University of North Carolina Press)